# Christian Watson
Christian Justus Watson (Tampa, Florida, 12 de mayo de 1999) más conocido como Christian Watson, es un jugador profesional estadounidense de fútbol americano, se desempeña en la posición de wide receiver en Green Bay Packers, en la National Football League (NFL).

## Carrera
Fue seleccionado en la Reunión Anual de Selección de Jugadores de la NFL de 2022. Hizo su debut profesional con el equipo Green Bay Packers, lleva jugando dos temporadas.